# Osornolobus correntoso
Osornolobus correntoso là một loài nhện trong họ Orsolobidae.
Loài này thuộc chi Osornolobus. Osornolobus correntoso được Raymond Robert Forster & Norman I. Platnick miêu tả năm 1985.